# Leucocoprinus brebissonii
Leucocoprinus brebissonii är en svampart som först beskrevs av Godey, och fick sitt nu gällande namn av Marcel Locquin 1943. Leucocoprinus brebissonii ingår i släktet Leucocoprinus och familjen Agaricaceae.  Arten är reproducerande i Sverige. Inga underarter finns listade i Catalogue of Life.

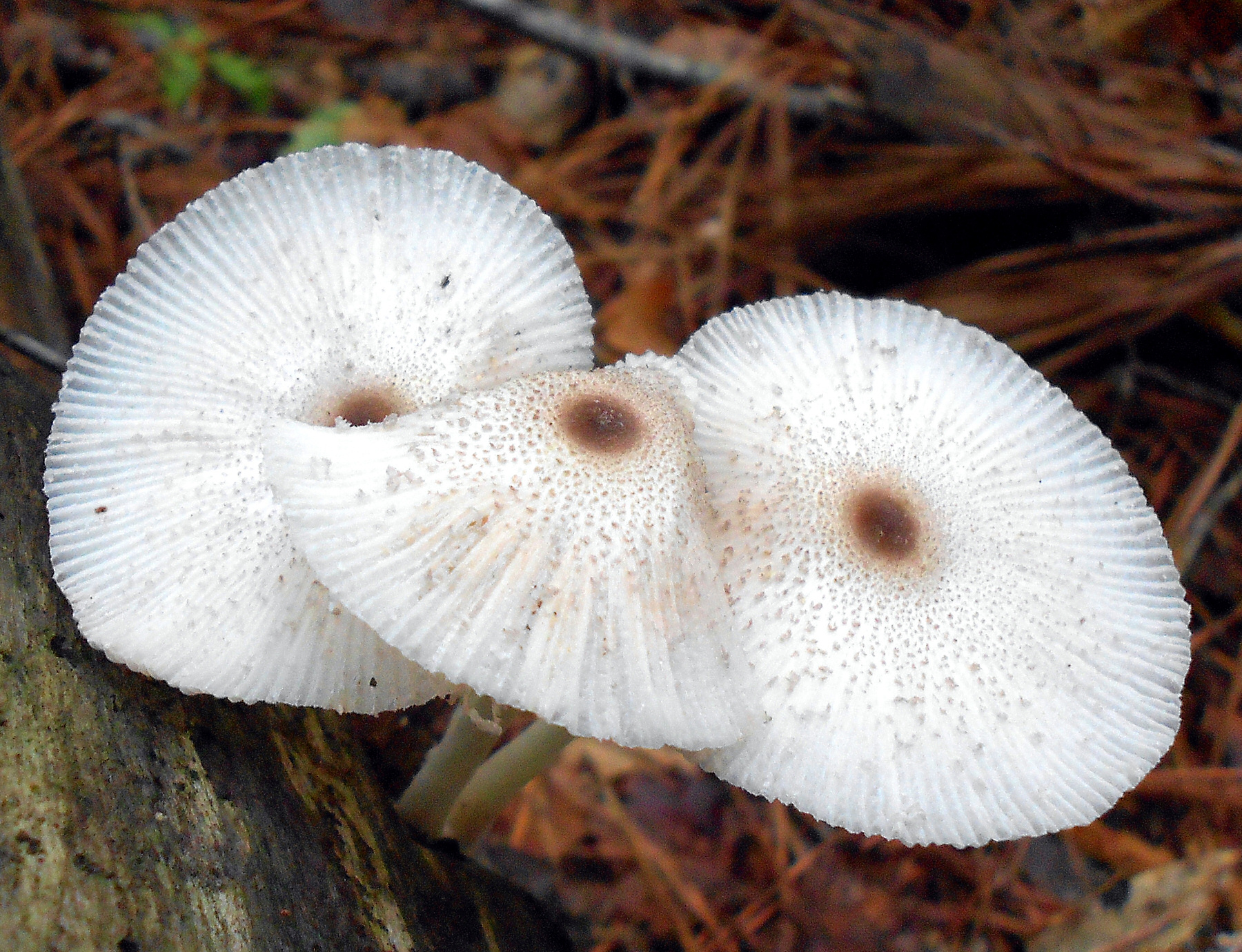
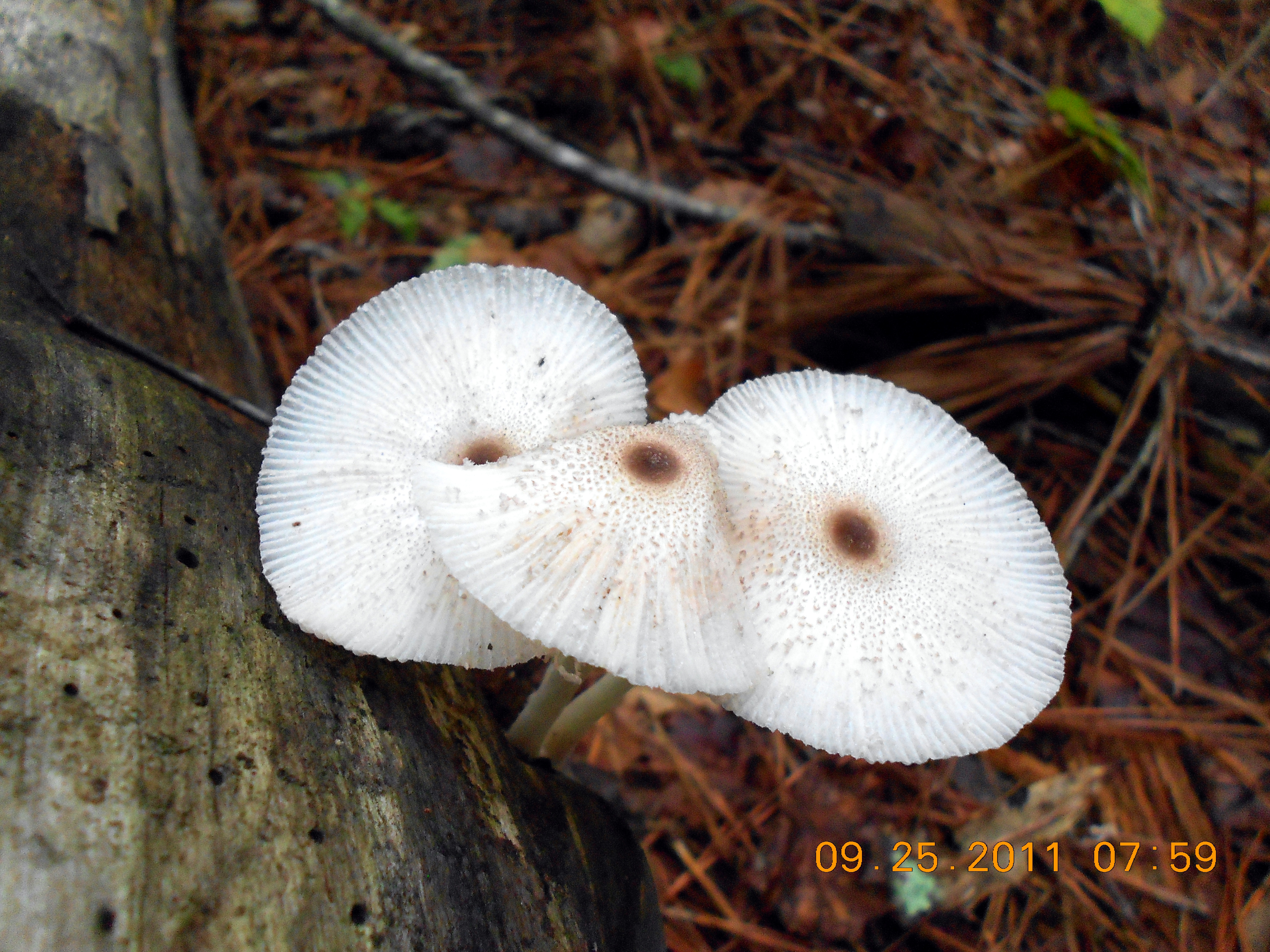
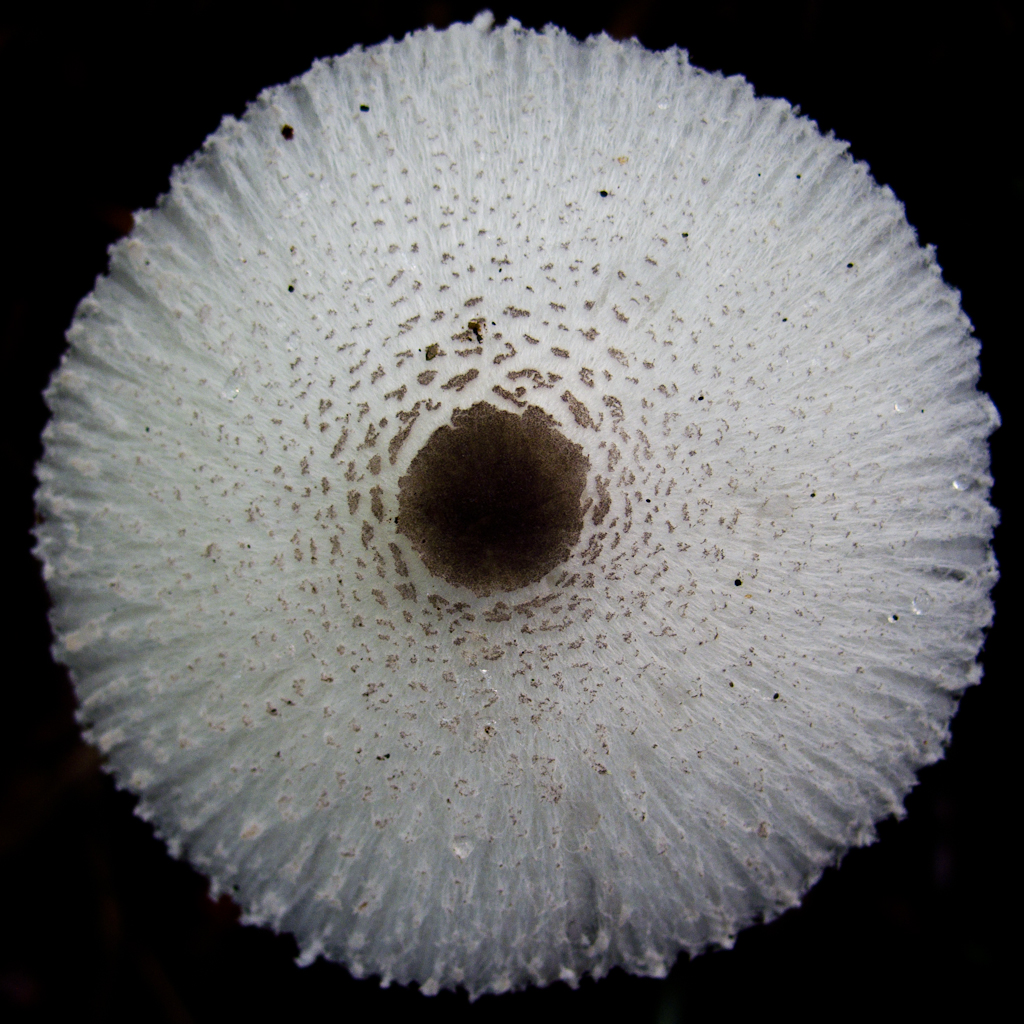
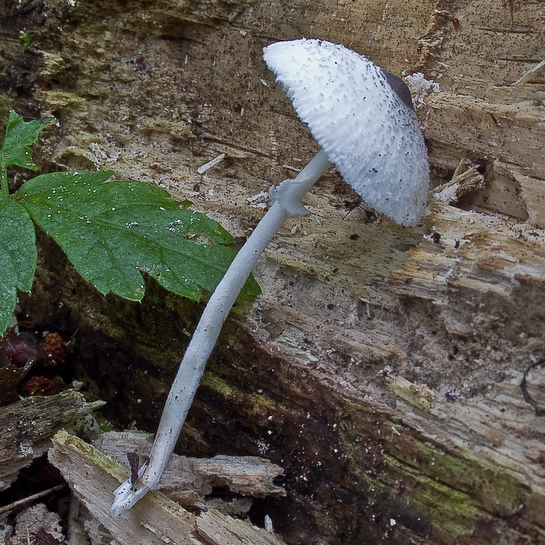